# Whatcha Say
Whatcha Say — дебютный сингл американского исполнителя Джейсон Деруло  с его одноимённого дебютного альбома. Он был выпущен для цифровой загрузки 5 мая 2009 года и официально выпущен как сингл 4 августа того же года. Трек представляет собой переосмысление бриджа из хита Имоджен Хип 2005 года «Hide and Seek», особенно выделяясь припевом. Продюсером песни выступил Джонатан Ротем с дополнительными штрихами немецкого продюсера Fuego. Песня провела неделю на вершине чарта Billboard Hot 100.
В 2010 году Джейсон записал франко-английскую версию с певицей из Французской Гвианы Fanny J. Также был выпущен второй видеоклип.

## Запись и композиция
Благодаря занятиям в школе исполнительских искусств «The American Musical and Dramatic Academy», где он оттачивал свои таланты как певец и танцор, а также играя в театральных постановках, таких как «Рэгтайм» и «Кафе Smokey Joe's», Джейсон выиграл главный приз в финальном сезоне 2006 года телешоу Showtime at the Apollo. Джейсона заметил музыкальный продюсер Джонатан Ротем, который впоследствии подписал с ним контракт на свои лейблы Beluga Heights и Warner. С 2006 по 2009 год Деруло писал песни для таких артистов, как Diddy, Danity Kane, Донни Кланг, Шон Кингстон, Кэсси и Лил Уэйн, прежде чем начать подготовку к выпуску своего дебютного сингла «Whatcha Say». В интервью Digital Spy Джейсон рассказал о том, что вдохновило его на создание песни. Он сказал: «Однажды мне позвонил брат и сказал: „Я изменил своей девушке, но я её очень люблю и надеюсь, что она даст мне ещё один шанс“. Его история показалась мне очень реалистичной, поэтому я просто пошёл в студию и попробовал написать песню. Знаете, люди проходят через подобное каждый день, поэтому песня такая искренняя. Она всё-таки приняла моего брата обратно, и теперь они помолвлены, так что в итоге всё сложилось хорошо». Что касается обширного сэмплирования песни «Hide and Seek» Имоджен Хип, Деруло назвал Хип «невероятно талантливой» и заявил, что она «влюблена в песню (Whatcha Say)».

## Мнение критиков
«Whatcha Say» получила неоднозначные отзывы. Гленн Гамбоа из Newsday написал: «Поклонникам песни Имоджен Хип «Hide and Seek» новый сингл Джейсона Деруло «Whatcha Say», в котором щедро использованы сэмплы из песни и даже припев Хип используется в качестве собственного, может быть сложно принять. Но Деруло легко вплетает в партии Хип и довольно удачно подстраивает свой автотюнированный вокал под её вокал, создавая запоминающуюся, пусть и нестандартную, но мелодию». Cleveland.com опубликовал критический отзыв о песне Деруло, раскритиковав сэмплирование: "(«Hide and Seek») теряет свою эмоциональность в руках Деруло и поп-продюсера Дж.Р. Ротема, которые превращают голос Хип в банальный трюк. Как они смеют?"

## Коммерческий успех
«Whatcha Say» дебютировала в американском чарте синглов Billboard Hot 100 на 54-м месте 4 августа 2009 года. Она достигла первого места 12 ноября 2009 годаref>Pietroluongo, Silvio. DeRulo Tops Hot 100, But Swift Swoops In With Record-Breaking Debut Sum. Billboard (5 ноября 2009).</ref>. Песня также достигла первого места в канадском чарте Nielsen SoundScan Digital Songs. 22 ноября 2009 года «Whatcha Say» вошла в британский чарт синглов UK Singles Chart и достигла там 3-го места.
К июню 2014 года сингл был продан тиражом более 4 миллионов цифровых копий в США.

## Чарты
| Чарт (2009–2010)                                   | Высшая позиция |
| -------------------------------------------------- | -------------- |
| Австралия (ARIA)                                   | 5              |
| Австрия (Ö3 Austria Top 40)                        | 9              |
| Бельгия/Фландрия (Ultratop 50)                     | 22             |
| Бельгия/Валлония (Ultratop 50)                     | 23             |
| Канада (Billboard Canadian Hot 100)                | 3              |
| Чехия (Rádio — Top 100)                            | 13             |
| Дания (Tracklisten)                                | 7              |
| Европа Europe (European Hot 100 Singles)           | 12             |
| Финляндия (Suomen virallinen lista)                | 11             |
| Франция (SNEP)                                     | 10             |
| Франция (SNEP Téléchargements)                     | 12             |
| Германия (GfK)                                     | 7              |
| Венгрия (Single Top 40)                            | 7              |
| Ирландия (IRMA)                                    | 5              |
| Израиль (Media Forest)                             | 8              |
| Нидерланды (Dutch Top 40)                          | 12             |
| Нидерланды (Single Top 100)                        | 22             |
| Новая Зеландия (Recorded Music NZ)                 | 1              |
| Норвегия (VG-lista)                                | 7              |
| Румыния (Romanian Radio Airplay)                   | 5              |
| Словакия (Rádio — Top 100)                         | 25             |
| Испания (PROMUSICAE)                               | 16             |
| Spanish Airplay Chart                              | 11             |
| Швеция (Sverigetopplistan)                         | 4              |
| Швейцария (Schweizer Hitparade)                    | 5              |
| Великобритания (OCC UK Singles)                    | 3              |
| Великобритания (OCC UK Hip Hop/R&B)                | 1              |
| США (Billboard Hot 100)                            | 1              |
| США (Billboard Adult Pop Airplay)                  | 28             |
| США Bubbling Under R&B/Hip-Hop Singles (Billboard) | 3              |
| США (Billboard Dance Club Songs)                   | 32             |
| США (Billboard Pop Airplay)                        | 1              |
| США (Billboard Rhythmic)                           | 1              |

| Чарт (2009)                        | Позиция |
| ---------------------------------- | ------- |
| Австралия (ARIA)                   | 78      |
| Канада (Canadian Hot 100)          | 63      |
| Новая Зеландия (Recorded Music NZ) | 11      |
| Великобритания Singles (OCC)       | 70      |
| США Billboard Hot 100              | 34      |
| США Mainstream Top 40 (Billboard)  | 39      |
| США Rhythmic (Billboard)           | 30      |

| Чарт (2010)                       | Позиция |
| --------------------------------- | ------- |
| Австралия (ARIA)                  | 43      |
| Австрия (Ö3 Austria Top 40)       | 62      |
| Бельгия (Ultratop Flanders)       | 84      |
| Канада (Canadian Hot 100)         | 44      |
| Европа (European Hot 100 Singles) | 33      |
| Франция (SNEP)                    | 68      |
| Германия (Official German Charts) | 72      |
| Нидерланды (Dutch Top 40)         | 61      |
| Япония Japanese Top 100           | 38      |
| Румыния Romanian Top 100          | 50      |
| Швеция (Sverigetopplistan)        | 90      |
| Швейцария (Schweizer Hitparade)   | 56      |
| Великобритания Singles (OCC)      | 158     |
| США Billboard Hot 100             | 43      |
| США Mainstream Top 40 (Billboard) | 29      |
| США Rhythmic (Billboard)          | 30      |

## Сертификация
| Регион | Сертификация  | Продажи   |
| --- | ------------- | --------- |
| Австралия (ARIA) | 4× Платиновый | 280 000^  |
| Австрия (IFPI Austria) | Золотой       | 15 000*   |
| Канада (Music Canada) | 4× Платиновый | 320 000   |
| Дания (IFPI Danmark) | Платиновый    | 90 000    |
| Франция (SNEP) | Золотой       | 100 000   |
| Германия (BVMI) | Золотой       | 150 000^  |
| Италия (FIMI) | Золотой       | 50 000    |
| Япония (RIAJ) · Digital single | Золотой       | 100 000*  |
| Новая Зеландия (RMNZ) | 4× Платиновый | 120 000   |
| Испания (PROMUSICAE) | Золотой       | 30 000    |
| Великобритания (BPI) | 2× Платиновый | 1 200 000 |
| США (RIAA) | 5× Платиновый | 5,000,000 |
| * Данные о продажах приведены только на основе сертификации. · ^ Данные о тиражах приведены только на основе сертификации. · Данные о продажах + прослушиваниях приведены только на основе сертификации. |               |           |